# Maria O'Neill
Maria da Conceição Infante de Lacerda Pereira de Eça Custance O'Neill (Lisboa, 19 de noviembre de 1873 - Costa brasileña, 23 de marzo de 1932), conocida como Maria O'Neill, fue una escritora, poeta, feminista, periodista, teósofa y espiritualista portuguesa. 

## Biografía
Maria O'Neill nació en Lisboa el 19 de noviembre de 1873, hija de Carlos Tomás Torlades O'Neill, descendiente del clan gaélico Clanaboye, de la Dinastía O'Neill de Irlanda del Norte, y de Maria Carlota Pereira Infante de Lacerda Pereira d'Eça, hija del general miño José António Pereira d'Eça, responsable de la creación del Asilo de Inválidos Militares de Runa, ambos procedentes de familias adineradas con largas carreras militares y propietarios de tierras y negocios, como la Casa Comercial Torlades, la Quinta dos Bonecos, la Quinta da Saboaria y la Quinta das Machadas en Setúbal. Era prima del escritor Eça de Queiroz.
En 1893, con tan solo 10 años publicó su primera obra llamada "O Morgado do Juncal ", y en 1908, su primer libro de poesía, "Nimbos", que contenía un prefacio del poeta Raimundo António de Bulhão Pato. Durante su carrera literaria publicó varias obras, como "La lucha de los sentimientos", "Ilusión deshecha", "Un drama de celos", "Amar es sufrir", "Un noviazgo feliz", "Salmos de amor", "La vida real", "Almas femeninas", "La víbora", "Sábanas sueltas", "El collar de Vera" y "El amor todo lo puede", entre otras, abarcando una gama de géneros literarios, incluyendo novelas, cuentos, tanto para adultos como para niños, biografías e incluso artículos periodísticos. Al igual que Ana de Castro Osório, Virginia de Castro e Almeida y Emília de Sousa Costa, Maria O'Neill publicó varios cuentos infantiles de carácter educativo, considerados entre los mejores en lengua portuguesa de la época, y que fueron traducidos a varios idiomas. Además de su nombre, firmó obras bajo el seudónimo de Lina Marville.
Además de su actividad literaria, colaboró con varios periódicos y revistas de la época, en concreto en las ediciones de Brasil-Portugal (1899 - 1914), Bem Público, Espiritismo, Actualidades, Alma Feminina (1917 - 1946), Serões (1910 - 1911), Illustração Portugueza (1903 - 1924), A Sátira (1911), Correio da Europa, Intrasigente, Jornal da Mulher, O Soneto Neo-Latino, A Vida Elegante (1915), y Almanaque das Senhoras (1921 - 1924), de las que fue directora editorial. Registró referencias elogiosas en O Comércio do Porto (1929), en la Gazeta de Coimbra (1929), O Primeiro de Janeiro (1929), entre otros.
Se casó en 1890, en Lisboa, con António de Bulhões (1870-?), con quien tuvo cuatro hijos: Maria Antónia, Luís, José António y Maria Francisca Pereira de Eça O'Neill de Bulhões. Fue la abuela del escritor y poeta Alexandre O'Neill.

### Activismo, feminismo y espiritismo
Fue miembro de la Academia de Ciencias de Lisboa, vegetariana e iniciada en la Teosofía, escuela mística o movimiento iniciático que proponía que todas las religiones surgían de enseñanzas con un núcleo común, buscando al mismo tiempo el conocimiento sobre los misterios de la existencia humana, el origen de la vida y la naturaleza, habiéndose interesado posteriormente por el espiritismo, al que dedicó gran parte de su existencia hasta el final de sus días.
Participó en el Primer Congreso Espírita Portugués (1925), habiendo presidido la Mesa de Trabajo del Congreso, y posteriormente colaboró con la Federación Espírita Portuguesa. Formó parte del equipo editorial de la Revista de Espiritismo, en la que colaboró siempre, y el 27 de agosto de 1929, junto a otros cuatro amigos, fundó el Grupo Espírita Perdón y Caridad, habiendo colaborado activamente en la fundación del Centro Espírita Perdón y Caridad, en Lisboa, en 1932.
En 1920, se convirtió en uno de los nombres más emblemáticos del Consejo Nacional de Mujeres Portuguesas (CNMP), cuando pronunció la tesis “ La ferocidad del egoísmo ” en la Asociación de Vendedores. En los años siguientes participó en varias iniciativas y congresos vinculados a la organización feminista, llegando a ser presidenta de la Comisión de Asistencia Social (1922-1923; 1925-1929; 1931-1932), del Trabajo (1924) y de las Ligas de la Bondad (1924). Participó también en el I y II Congresos de la Mujer y de Educación, siendo autora de las tesis “Asistencia y trabajo”, “Las ligas de la bondad” (1924) y “El voto de la mujer” (1928), y en los Congresos de la Liga Abolicionista Portuguesa (1926 y 1929).

### Fallecimiento
En 1930 viajó a Brasil, donde realizó una serie de conferencias sobre temas literarios y espiritualistas. De regreso a Portugal, fue invitada de nuevo a Brasil en febrero de 1932 para impartir una nueva serie de conferencias sobre espiritismo. Sin embargo, su salud era muy delicada al desembarcar en Salvador, Bahía, y decidió regresar urgentemente a Lisboa. Murió en alta mar, a bordo del vapor alemán "General Osório", dos días después de iniciar su viaje de regreso a Portugal, cerca de Cabo Verde. Su cuerpo fue enterrado en el mar.

## Obras
- Tudo perdido: poema dramático ..., 1910
- Um imitador de Sherlock Holmes: 10 contos, década de 1910
- O livro de Marieta, 1912 (com Henrique Marques Júnior)
- Luta de sentimentos: romance, 1912
- Um Drama de ciúme: (elles e ellas), 1913
- Horas de folga (1913)
- A Marqueza de Valle Negro (romance) 1914
- Por bom caminho: novela, 1914
- Alegrias, 1916
- Cartas da guerra: viva a França!, (jornalismo/não ficção) 1916
- Almas femininas, 1917
- Os contos da mamã, 1918
- Maurício e Beatriz, 1920
- O Colar de Vera, 1923
- A víbora: romance, 1930